# 陈昭礼
陈昭礼（1907年4月—1940年8月13日），又作陈照礼（罗明回忆录）、陈明（袁任远回忆），字希周，笔名陈导民，化名陈豪人、陈才、陈方（福州鼓楼档案馆资料）。福州闽侯人，中国共产党員。闽北起义、南宁兵变、和百色起义领导者，中共烈士。

## 生平

### 学生时代（1907-1926）
1907年阴历三月生于商人之家，兄弟姐妹七人，排行第五，由于在叔伯兄弟中排行第十一，因此又称十一叔公，或十一叔。父亲陈大澍为开明士绅，曾出资办学，并和林则徐的曾孙林炳章一起在福建大庙山创办福州去毒社。1913年，进入父亲创办的私立开智小学，学名昭礼，字希周。
1919年，考入省立福州第二中学，学业优异，诗文书俱佳。在国文老师邓仪中（前清孝廉，字鸥如，邓拓的父亲）和同学陈任民的启发下，参加“工学社”和学潮，书写传单，并在《勤学周刊》发表文章，宣传新思想。
1923年，陈昭礼离井背乡，到中国革命的策源地上海。先在浦东中学补习半年，然后考入复旦大学，开始系统地接触马克思主义。1925年3月在高中同学陈应中的介绍下，加入中国共产党，参加五卅运动。也有人说是邵荃麟介绍陈昭礼入党。
1926年任中共复旦大学支部书记，到上海工学发展和建立党组织，介绍陈昭涌（碧笙）入党。11月，组织发动学生拆毁吴淞到江湾之间铁路，支援上海工人第一次武装起义。在复旦大学时的著名同学有好友黄逸峰和作家邵荃麟。

### 闽北创党（1927-1929）
1926年12月，北伐东路军入闽。陈昭礼被中共党组织派谴回福州地委工作，结识国民党福建省委筹委会负责人中共党员马式材、国民党左派福建民国日报主笔潘谷公。同去的有陈昭涌和中央特派员王荷波。
1927年1月，担任中共福州地委书记，和地委副书记蔡珊一起按照王菏波的部署，发动群众运动，组织福州店员总工会和农会。3月，代表福建党组织赴汉口参加中国共产党第五次全国代表大会。5月-7月，留中共中央机关工作，和瞿秋白的弟弟瞿景白、任弼时的哥哥任作民，以及中央宣传部的羊牧之、中央总书记陈独秀的私人秘书黄文容一起，任中央常委会和政治局会议秘书，这发生在邓小平到中央任秘书之前。当时中共总书记陈独秀和中央政治局要搞八大秘书，因为形势变化太快，就没有搞成。
有资料显示陈昭礼参加了中共八七会议，为大会纪录员，这一点值得存疑。因为目前官方的记录中，八七会议的记录员是邓小平。中共福建党史办公室的资料也显示，八七会议召开时，陈昭礼可能已经被派往闽北。然而八七会议参加者郑超麟当年的回忆认为参加会议的总共18人，但没有提到邓小平。
7月下旬或八月初，中共中央秘密派遣陈昭礼和陈明分别到福建恢复被国民党右派破坏了的福建省党组织。所以很多人把陈昭礼和陈明给搞混了。陈明字少微，是福建龙岩人，去闽南。陈昭礼是福州人，去闽北，和潘超人、徐履峻一起坐船经江西九江前往福建武夷山。潘超人是潘谷公的女儿，受福建省党组织派遣到武汉参加孙中山夫人宋庆龄女士举办的女子干部培训班的，一路上女扮男装。徐履峻则是闽北革命烈士，在4月3日福州发生针对共产党员和国民党左派的武装暴乱后，死里逃生，到汉口向中共中央报信的。
8月，中共闽北临时特委在建瓯序五里三一八烈士刘葆彝家中成立，直属中央领导。陈昭礼担任临时特委书记，领导恢复了中共崇安县委和建瓯县委。12月，由陈明和罗明领导的闽南临委和陈昭礼领导的闽北临委在漳州召开联席会议，被选为大会三人团成员之一，参与主持成立中共福建省临时省委，被选为临时省委常委、省委秘书长兼省委组织部部长，陈明为书记。
1928年4月，代表福建省委赴崇安发动上梅农民暴动，是闽北起义的发起人和领导者。6月，召集并主持了省委紧急会议，机智地处理了省委代理书记陈祖康的叛变。陈祖康字子侃，是黄埔军校校歌的歌词作者，也是中国国民党清党后叛变中共的少数高级干部之一。这件事据说很有戏剧性，当时陈祖康约好了时间，要抓陈昭礼，可是陈昭礼因故提前到了，识破了阴谋，就逃脱了诱捕，并及时转移了党组织。9月，听取中央巡视员郑超麟传达中央关于陈祖康事件的处理意见。郑超麟也是福建人，著名托派，但他的回忆录，是比较可信的。10月，任中共福建省委常委兼组织部部长。11月，以省委巡视员的身份巡视仙游，改组了中共仙游县委。
1929年3月，受福建省委委托到上海向中央汇报和讨论福建党的建设。在回福建途中，就中央对福建的领导方式和红四军入闽问题向时任中共中央负责人的李立三提出两点建议，李立三对之印象很好。5月12日，中共福建省委举行第三次全体会议，任省委常委兼宣传部长。5月15日，因省委书记罗明患病，辞去省委常委和书记职务。省委决定由陈昭礼代理中共福建省委书记，并经过中央批准。

### 发动南宁兵变（1929年8月-10月）
1929年上半年，蒋中正、冯玉祥和桂系军阀进行中原大战，被蒋介石收买了的原桂系将领俞作柏和李明瑞临阵倒戈，回师南宁，主持了广西军政工作。俞作柏和李明瑞既想反蒋又想反桂，可是又怕孤掌难鸣，迫切希望和共产党人合作。就派人通过南方局捎话过来，要求中共中央派干部到广西合作。
7月底，被中共中央从福建派到南宁，通过粤系将领介绍给俞作柏和李明瑞，化名陈豪人，公开身份是广西省政府机要秘书兼国民党广西省政府秘书长，实际身份是中共广西军委负责人，秘密主持广西军委工作。中共通过各种渠道先后派到广西的四十多名领导干部，例如张云逸、李谦、冯达飞、黄一平、袁任远、吴清培等，绝大部分是通过他的职务方便和单线领导，向俞作柏、李明瑞推荐安排到南宁教导总队或广西警备大队，担任政治教官或连排军官。8月底或9月初，中央代表邓小平到广西，经过中共广西特委负责人雷经天的介绍和陈豪人接上关系。
中央之所以先派陈豪人到广西，除了其在闽北起义中的领导能力和在国民党方面的社会关系（其岳父是老同盟会会员，辛亥革命时的福建省代表）外，陈豪人长相英俊，守口如瓶，也是其中的一个重要因素。
中共广西党的领导人陈豪人和邓小平其实是在演双簧：明的是邓小平在陈豪人的领导下任省政府秘书。暗中则由陈豪人掩护和协助邓小平领导广西党的全面工作。当时邓小平虽然也年轻，可已经表现出了领袖群伦，举重若轻，见解非凡的特质。陈豪人则属于事务性人才，事无大小，事必躬亲。中央指示的上传下达，以及党内党外的各种组织工作，是通过陈豪人的单线联系来实现和推动的。
9月下旬，俞作柏、李明瑞不听中共劝阻，在南宁誓师反蒋。陈豪人和邓小平紧急调遣一批党员干部到左右江各县，加强对当地农军的领导，做好接应南宁军队撤退到左右江的准备。10月初，俞作柏和李明瑞反蒋失败，俞作柏经法属越南出走香港，李明瑞因为护照原因而滞留南宁。陈豪人和邓小平领导中共党员张云逸、俞作豫、徐冠英等带领广西警备第四、五大队和教导总队举行了南宁兵变。接着，指导李明瑞、俞作豫和张云逸分别率领兵变后的教导总队和警备第四、第五大队撤往右江的百色和左江的龙州。10月22日，陈豪人和邓小平率领满载火药与粮草的军械船溯右江而上，抵达百色。立即决定先以中共掌握的武装力量，在右江举行起义，建立红军和苏维埃政权。拟定了前敌委员会名单作为起义的最高领导机构，并报请中共广东省委和中共中央批准。

### 领导百色起义（1929年11月-12月）
11月2日，被陈豪人和邓小平派到上海向中央请示起义工作的龚饮冰回到百色，传达了中央指示。中央同意在左、右江地区举行武装起义和创建红军，并限定起义日期不晚于1929年11月7号的十月革命节。
根据张云逸的回忆，当时的邓小平不在百色，经陈豪人、张云逸和士兵代表一起研究，认为这个日期不切实际，就改到了40天以后的广州暴动两周年纪念日，并随即派交通员兼中央代表的龚饮冰再到中央汇报。从1931年邓小平给中央写的《七军工作报告》，到多年后的《我的自述》，在邓小平早年几乎所有的回忆中，都认为十月革命节是百色起义举行的日期。后来却也有人回忆是邓小平决定了起义日期，是不大准确的。
11月上旬，邓小平在参加布置了右江地区的起义工作后，启程回广州和上海向中央军委汇报工作。起义工作由陈豪人和张云逸具体负责。中旬 - 12月10日，拟定了《中国红七军目前实施纲领》，在清风楼创立了《右江日报》，通报批评了在起义准备中生活腐化或者施工作不力的个别党员干部，例如徐冠英和史书元等。和张云逸、龚楚、李谦等军事人员一起控制了百色的旧军队和百色县城，成功地进行经济筹款等起义前大量的准备工作。
12月11日，由龚楚在百色主持会议，陈豪人以中共广西前委书记身份成立中国工农红军第七军，党内简称七军，为和国民党桂系七军区别，史称红七军。由于前期工作准备充足，由陈豪人、邓小平、和张云逸发动并领导的百色起义，兵不血刃，一片祥和。12日，和张云逸在平马分别就任红七军政治部主任和军长职务。红七军下辖三个纵队和一个特务营，约3000人。同时就任的有参谋长龚楚、副军长李谦，和各纵队纵队长。
由于当时还没有政治委员制度，邓小平本人也不在百色，所以百色起义时邓小平就担任红七军政委的说法，是子虚乌有的。莫文骅的回忆录（回忆红七军，《民族团结》杂志，1961）和一些文学作品中描写邓政委指挥百色保卫战，和目前一些地方历史图片展中说邓小平指导召开盘阳会议、以及个别红七军老战士回忆邓政委亲自书写红军标语等等，多少都有点儿张冠李戴了。
12月25日，广东省委给邓小平和陈豪人的指示信中明确表示，若邓小平已经回上海汇报工作，由陈豪人担任前委书记，主持起义工作，张云逸为前委常委。所以目前很多人坚持认为百色起义发生时陈豪人是代理前委书记，而邓小平是前委书记的说法（广西党史办：左右江革命根据地的建立和发展，中共党史资料地２６辑），是没有史实和文献依据的。
1930年1月，以七军前委书记陈导民的名义，给中央写了《七军前委报告》，对中共通过士兵运动掌握广西警备第四大队和教导总队在百色起义前后的转变情况，以及进驻右江地区后采取的政策、策略作了详细的实事求是的汇报。
关于在百色起义前，中央电召邓小平同志回中央汇报工作一事，陈豪人在《七军前委报告》中写道:“平兄（笔者注：邓小平）前得中央电召，此间同志因工作关系苦留，彼硬要去，在龙变前一天已行。故中央走（来）电阻之回去已不及”。也许是这一句话，使邓小平的后人耿耿于怀，以至于多年以后，毛毛在《我的父亲邓小平》这部小说中借邓小平之口说，“陈豪人是在一次战斗后自己悄悄走了的，没有告诉任何人，也没有人知道他的去向”。
其实在邓小平1931年4月29日给中央的《七军工作报告》中，就白纸黑字地写着：“豪人（笔者注：陈豪人）、拔奇（笔者注：邓岗）两同志即于全州离开来中央”。
另外，根据笔者等人的考证，上文中所谓的龙变，是指1929年11月中旬第五大队蒙志仁部在龙州的叛变，而不是指的百色起义。所以邓小平回上海汇报工作的时间，应该是在11月中旬的某一天。
中央军委1930年3月15日刊登的《军事通讯》一文中，补充报告人（笔者注：邓小平）明确说明：“这次我来经过龙州驻了两天，会着ＸＸＸ（笔者注：李明瑞）等二十余同志．．．”这段最原始的文字既没有提龙变的事，也没有说李明瑞到百色。
张云逸后来的回忆也说，“邓小平在布置了右江地区的起义工作后，于11月上旬启程去上海向中共中央汇报，途经龙州时，又布置了左江地区的起义工作。”
对于如何对待李明瑞的问题上，陈豪人从迅速稳定政局、团结同志和分化敌人的战略高度来作李明瑞的转变工作。认为在红七军成立后，中央应保留红七军和红八军的建制，让张云逸和俞作豫分别做军长而不是师长，任命李明瑞担任红七军和红八军的总指挥：“自平兄到龙(州)后，后方曾来两电，其一点拟四大队即第一师，五大队改为第二师，以明（笔者注：李明瑞）为第七军军长，逸〔笔者注：张云逸〕为一师长，作（笔者注：俞作豫）为二师师长，但我们接受此消息后，几次讨论决定四大队仍为七军，五大队为八军，明兄任总指挥，在七军方面统不致改名称而生影响，在明兄方面，据过去我们通电说明兄（笔者注：李明瑞）少住百色指挥，他必能我军的影响及其势力之更大也。”（前委书记陈导民：《七军前委报告》，1930年1月）。
另外，陈豪人还注意到俞作豫领导的左江地区缺乏政治干部，请求中央急派党的责任同志及大批政治工作同志赴龙州工作，加强红八军和左江委员会的政治工作等等。这样，邓小平才又被中共中央在以红七军和红八军总政委的身份派往广西。

### 主持红七军（1929年12月-1931年1月）
作为百色起义前委书记和红七军政治部主任的陈豪人对于红七军的创立和军队建设的贡献，主要的表现在制订了一系列纲领性的文件和具体的工作章程。从而保证了红七军从胜利走向胜利，也从失败走向胜利的不断完善和发展壮大的过程。
1929年12月19日，在红七军主力部队离开百色，城外的地主豪绅和土匪等地方武装向百色城发动突然袭击的时候，领导留守军部的许卓、叶季壮、冯达飞等军事指挥员组织反击，将数倍来犯之敌击溃，取得百色保卫战的胜利。
1930年1月-2月，为加强党的领导和加速对于军队的改造，和张云逸一起介绍李明瑞入党，并借调李明瑞到红七军，任命李明瑞为红七军和红八军的总指挥，协调指挥红七军和红八军攻打南宁。
后来有人回忆说百色指挥战战斗是由邓小平指挥的，李明瑞也是由邓小平发展入党的，实在是弥于史实。
3月，由于过于大张旗鼓和对敌我双方力量对比估计不足，以及红八军领导层内部协调出现问题，导致红七军和红八军攻打南宁的计划受挫，于是在凤山盘阳主持召开前委扩大会议，调整红七军的战略部署，决定红七军第三纵队留守右江，进行土地革命，伺机和红八军汇合，第一、第二纵队向黔桂边界游击，扩大政治影响，增加补给。
会后，率领红七军主力向河池前进，占领怀远。继之，在向思恩（今环江）进军时，遭敌杨腾辉师袭击，率领政治部和第一纵队撤退至思恩，与第二纵队分开。一纵队经宜北县城到桂黔交界的贵州省荔波县板寨才得会合第二纵队。
4月中旬，在板寨主持召开前委会议，决定趁贵州军阀王家烈内部空虚之际，对贵州重镇榕江县城施以远距离奔袭，必能攻敌不意，夺取榕江。并提出“攻下榕江城，纪念五一节”的战斗口号。30日，和张云逸、李明瑞一起领导红七军向贵州南部的榕江县城发起进攻，经过一天一夜激战，攻克该城。歼敌五百余人，获物资补给无数。在榕江群众大会上发言，扩大了政治影响，使王家烈的双枪军，从此闻红军丧胆。
5月，鉴于桂、黔两军的夹击之势，红七军主力经环江到达河池。一路上书写红军标语无数。6月，与邓小平在河池会面。由邓小平转达了中央指示，强调了加强土地革命和根据地建设的重要性。从这时候起，邓小平正式出任军委书记和红七军政治委员，在红七军和右江根据地的发展中负全责，陈豪人是军委常委兼政治部主任，在具体工作中贯彻军委决议。
7月 - 10月 ，和邓小平一起率领红七军主力回师并恢复右江沿岸苏区后，并以极大的精力领导部队的整训和右江党组织的发展整顿工作。在平马，陈豪人开办了党政干部培训班，召开右江各县党员代表会议，改造右江特委，健全各县区乡党组织。使红七军兵强马壮。
关于这一点，邓小平在1931年给中央的报告中说，右江根据地豪绅化的领导“把持了党及政权，办事机关派人去改造，他们可以阻止你与群众接触，派去的人实在太弱，后来我和陈豪人自己下去”，才“有相当成绩”。
在这段期间内，红七军前委撤职了犯渎职错误的右江苏维埃政府主席雷经天。撤职后的雷经天被安排在红七军政治部随军行动，一直到中央苏区。这和后来的南方局代表邓岗，应该没有太大的关系。
11月7日，参加在河池召开红七军第一次党代会，被选为前委委员和士兵行动委员会书记。会上通过了中央代表邓岗的报告，同意执行中央指示，集中力量攻打大城市。部队整编后，任军政治部主任兼第20师政委。此时邓小平仍然为红七军前委书记，兼军政治委员和第十九师政委。后来的一些回忆录和文学作品中，说陈豪人在邓岗的支持下夺了邓小平的前委书记职务，则完全是杜撰的。
11月10日 – 1931年1月，参与领导全军北上并转战粤桂湘边，在具体工作上和邓小平有过争论。这在他写给中央的报告中，有过详细的介绍。在毛毛后来写的书中，说是和邓小平“吵了一路”。
1931年2月，在红七军攻占全州后，和中央代表邓岗一起受前委委托，由桂林地下党组织的交通安排，经广州到上海向中央汇报红七军的情况。3月9日，除向上海临时中央政治局口头汇报外，还递交了长篇报告《七军工作总报告》，对百色起义和红七军早期的成功经验以及后来执行中央左倾路线而造成的损失和教训，进行了实事求是的总结和深刻的反省。
报告说：“河池党代会通过的立三路线的指示，乃给予七军前途以许多危害”。以及“虽然政治路线错误给予七军以许多危害，同时也锻炼七军日益坚强”。
后来有人说，红七军主力部队离开右江根据地是一个错误。可是以红七军的实力，在军事上绝对不是桂系军阀白崇禧和李宗仁的对手。广西农民起义领袖韦拔群应该是最有群众基础的了，可是他率领的21师在坚守右江根据地的时候还是失败了。所以从早期的陈豪人到后期的邓小平，主张红七军主力必须离开右江到江西与朱毛会师的方向，基本上还是正确的。
对这一点，邓小平1931年和1968年给中央的报告还是比较中肯的：“我相信即使立三路线没有传达到七军来，七军一路仍是会犯不以群众为中心而以军事为中心的错误，这仍然是走到了立三的路线，这也是我感觉到的”（邓小平，七军工作报告，1931）。而邓小平“作为前委书记，对此要负主要责任，这是无可推卸的”（邓小平，我的自述，1968）。
当然，作为红七军前委常委和前委决策的执行人和中央指示的拥护者，陈豪人对于红七军的失败，同样要负很大的责任。但要说他和邓岗就是立三路线在红七军的代理人，也同样是不公平的。因为中共从建立那一天起，其组织原则，就是下级服从上级，和全党服从中央的。

### 喋血武夷山（1931年4月- 1940年8月）
1931年4月，陈豪人再次受中央派遣，和李硕勋分别以红七军政治部主任和政治委员的身份，重返广西。但是经过一个多月辗转跋涉，都通不过敌人关卡，靠近不了红七军驻地，只得折转回上海。可上海的中央机关也因向忠发和顾顺章的投降国民政府，遭到了破坏。5月 - 1933年9月，陈豪人在上海从事左翼文化运动，同时寻找党的组织关系。党组织也通过福建代理省委书记罗明，打听到了陈豪人的下落。
1933年10月，上海中共地下党组织负责人潘汉年恢复了和陈豪人的组织关系。12月，以陈希周为名字，到福州参加国民党第十九路军领导人发动的福建事变。
1934年1月 – 1937年11月，在上海、香港、和日本东京从事秘密工作。和梅龚彬、彭泽民、朱挺、陈此生、宣侠父、胡允恭、叶挺等地下党员和民主人士一起，在上海参加七君子领导的抗日救亡活动，和在香港参加李济深、陈铭枢领导的中国抗日大同盟，担任抗日大同盟的民运部长，并和北伐将领叶挺将军过往密切。
1937年12月，受从新四军军长叶挺的邀请协助组建新四军，陈昭礼任军长秘书和新四军武汉办事处主任。在周恩来、董必武和叶剑英的直接领导下工作，和八路军驻武汉办事处是两块牌子，一个班子。办事处在抗战宣传、人员和物资转运方面，做出了很大贡献。
1938年3月，经过郭沫若和潘汉年的介绍，率领马式材、朱江户、许德瑗等中共党员到国民革命军第七十军从事抗日统一战线工作。
在七十军深得李觉军长的信任和授权，任军部上校参议兼步兵干训班主任，前后共举办三期培训班，培养了数百名中共党员和坚决抗日的国民党中下级军官。李觉是湖南军阀何键的爱婿，夫人何玫，担任名誉班主任。由于李觉是在云南出生的，字云波，因此干训班又称云干班。
1940年4月- 5月，蒋介石和何应钦曾三次密电军长李觉，称陈昭礼和马式材均为中共危险分子，并要求从速处理。于是陈昭礼便辞去了在七十军的职务，化名“陈才”，在李济深的帮助下担任了全国战地动员委员会委员，领少将军衔，巡视第三战区。
1940年8月13日，陈才自福建返上饶途中，在崇安吴公岭被事先埋伏的国民党军统特务击毙。根据崇安县文史资料的记载，这事是军统特务背着崇安政界人士进行的，与地方政府没有关系。
对于这次惨案的发生，国民党内部的李济深将军和李觉军长都极为震怒，直斥福建省政府主席陈仪和军统特务头子戴笠，并帮助安置了陈昭礼家属。军统称是共产党的特务幹的，为了锄奸。民主人士胡俞之和爱国华侨陈嘉庚分别在香港《大公报》和《南侨回忆录》中予以反驳和声讨。
1949年后，张云逸派人找到了陈昭礼家属。周恩来则指示福建省委将陈昭礼遗骨从崇安迁葬福州。
多年后，李觉回忆说，他自己之所以后来脱离中国国民党，参加湖南起义，是和陈昭礼的影响分不开的。而当年担任军统闽北站站长也是前中共党员的严灵峰在九十年代从台湾回大陆讲学时，通过陈昭涌传话给陈昭礼的家属。说陈才是被他手下的人处决的，他本人并不知情。

## 著述
陈昭礼学生时代，在《勤学周刊》上发表过很多杂文。福建工作期见，创刊过《烈火》杂志。福建早期党史文件，多出于他的手笔，例如仙游巡视报告和给中央的工作报告。在广西工作的时候，创刊了《右江日报》。红七军的许多纲领性文件和政治口号，也都出于陈豪人之手。在国民党七十军工作的时候，记有一本日记。日记的封面上，有国民党７０军军徽和蒋介石头像，文革期间被焚毁了。
陈昭礼的著述和文章，传世的已经不多了。中央档案馆、福建省档案馆和广西壮族自治区博物馆，尚保留有他在福建创党和广西百色起义与领导红七军期间，给中共中央报告的原件，是研究红七军历史和百色起义最重要的历史文献。
- 《中央闽北临委书记陈昭礼致中央信》（1927年11月21日）
- 《昭礼巡视仙游的报告-政治概况及党的组织情况》（1928年12月）
- 《与福建代表陈XX的谈话》（1929年3月24日）
- 《陈昭礼对中央工作的一些意见》（1929年4月21日）
- 《目前主要的任务》（1929年12月18日《右江日报》）
- 《前委通告第二号，关于党的组织工作》（1929年12月20日）
- 《土地革命》（1929年3=12月21日）
- 《七军前委报告》（1930年1月）
- 《七军工作总报告》（1931年3月9日）
- 《英文报阅读举隅》（1933年开明书店初版）
- 《中国各社会势力为什么有重新建立统一战线的可能》（1935年7月25日《时代评论》）

## 主要参考资料
1、作者未知：陈豪人：革命的铺路人。广西党史，来源：《右江魂——百色起义中的共产党员》。http://gxds.ganbu.cn/Article_Show.asp?ArticleID=1485 （页面存档备份，存于）
2、陈于勤：血沃武夷肥劲草，寒凝右江法春华，-陈昭礼烈士传略。崇安党史丛书，1：1-26。
3、潘超人：忆昭礼烈士。崇安党史丛书，1：27-49。
4、毛毛、邓林: 红七军、红八军的兴衰。 http://book.sina.com.cn/longbook/1092898767_dengxiaopin/50.shtml （页面存档备份，存于）
5、张云逸：红军第七军的建立与发展。摘自中共党史资料出版社出版的《中国工农红军史略》第318至326页http://blog.wenxuecity.com/blogview.php?date=200506&postID=8071 （页面存档备份，存于）
6、张云逸：红七军的诞生。http://blog.wenxuecity.com/blogview.php?date=200501&postID=2028 （页面存档备份，存于）
7、陈明扬、陈超子编写：陈豪人在百色起义前后。http://blog.wenxuecity.com/blogview.php?date=200501&postID=6396 （页面存档备份，存于）
8、陈明扬、陈超子: 百色起义领导人之一－陈豪人。 https://web.archive.org/web/20070314041115/http://www.xibaipo.com/sdjd/news/2005-3/200531700524.htm
9、陈超子、陈明扬、陈铭等编著: 中国共产党武装斗争的先驱－陈昭礼。 中国展望出版社，2014年4月第一版。

### 陈豪人研究
1、中国近现代史一些问题之反思 http://www.talkskyland.com/dispbbs.asp?boardID=38&ID=2434&page=3%5B%5D
2、抗日三杰 http://blog.wenxuecity.com/blogview.php?date=200410&postID=1585 （页面存档备份，存于）
3、陈希周（1907-1940）http://blog.wenxuecity.com/blogview.php?date=200410&postID=1581

### 百色起义考
1、邓小平去广西时间考并附周恩来的前任-师爷杨殷 http://blog.wenxuecity.com/blogview.php?date=200512&postID=8466 （页面存档备份，存于）
2、历史是这样被创造的：席评央视《军事家邓小平》http://blog.wenxuecity.com/blogview.php?date=200502&postID=7513 （页面存档备份，存于）
3、是谁发动和领导的百色起义？http://www.talkskyland.com/dispbbs.asp?boardid=63&id=3609%5B%5D
4、谁是广西省政府机要秘书? http://blog.wenxuecity.com/blogview.php?date=200508&postID=5832 （页面存档备份，存于）
5、对《英雄的百色》一书的意见 http://blog.wenxuecity.com/blogview.php?date=200502&postID=5488 （页面存档备份，存于）